# Молібдомантія

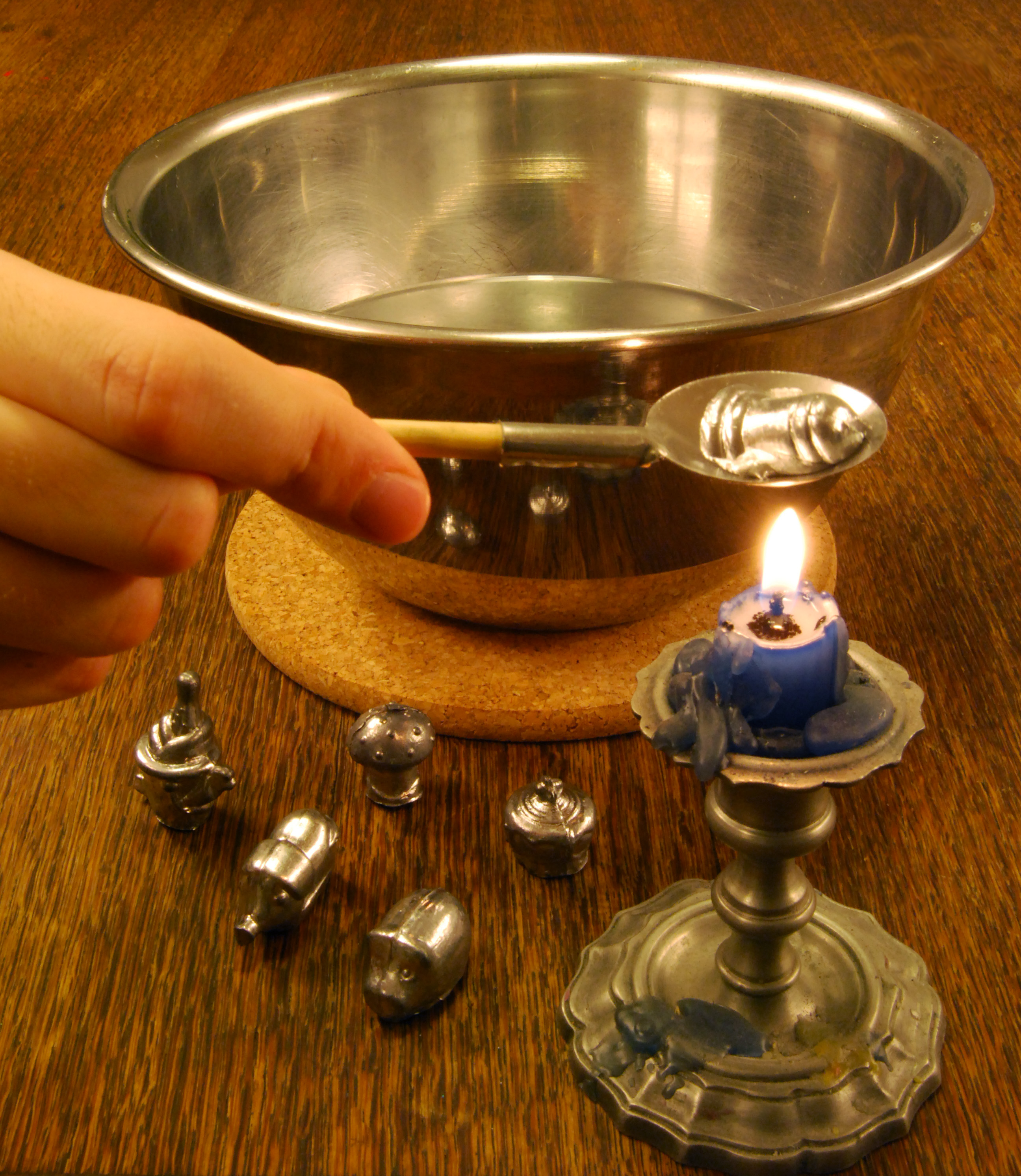
Набір для молібдоманції включає набір формованих злитків свинцю, які потрібно розплавити на полум'ї свічки в ложці.

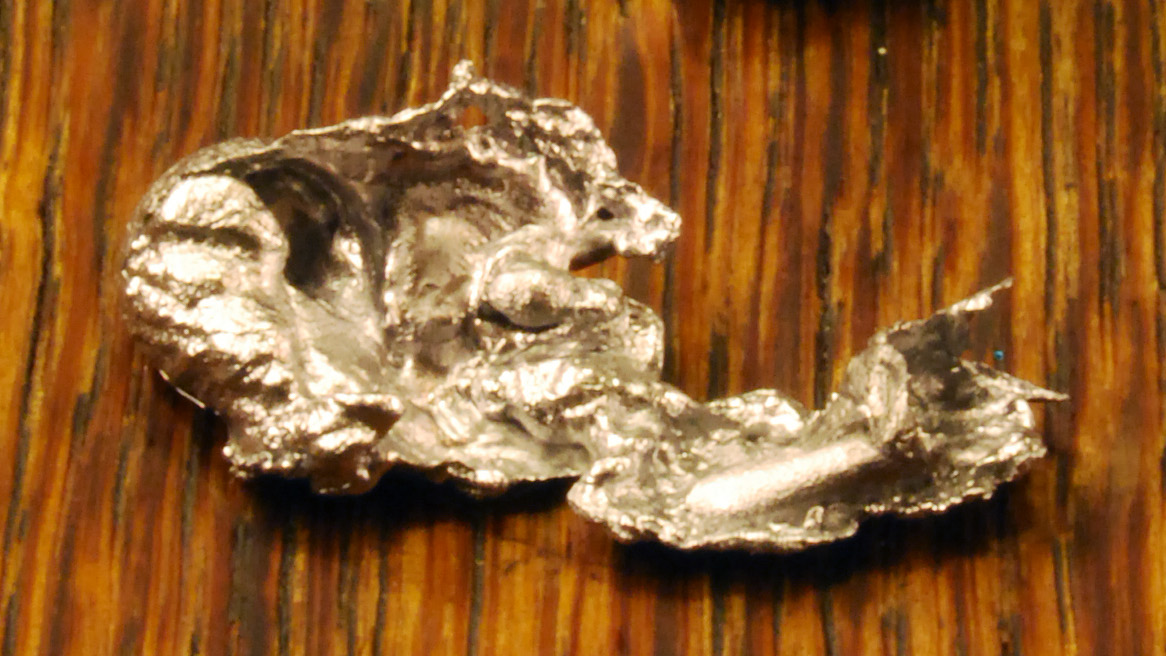
Шматок розплавленого свинцю після занурення в холодну воду

Молібдоманство (від дав.-гр. μόλυβδος) — техніка ворожіння за допомогою розплавленого металу. Як правило, розплавлений свинець або олово опускають у воду. Його можна знайти як традицію в різних культурах, зокрема в Австрії, Боснії та Герцеговині, Болгарії, Німеччині, Фінляндії, Естонії, Латвії, Швейцарії, Чехії та Туреччині. Деякі версії мають потенційно шкідливий вплив на здоров'я людини.

## Метод
Свинцеві (або нещодавно олов'яні) форми розплавляють у ковші над полум'ям, а потім розплавлену рідину виливають у воду. Отримана форма або безпосередньо інтерпретується як передвістя на майбутнє, або обертається при світлі свічки, щоб створити тіні, форми яких потім інтерпретуються. Форми інтерпретуються символічно, наприклад, пухирчаста поверхня означає гроші, крихка або зламана форма — нещастя. Форма свинцю перед розплавленням може означати певну сферу життя людини. Наприклад, кораблі для подорожей, ключі для кар'єрного росту тощо.

## Фінляндія
У Фінляндії є традиція ворожити напередодні Нового року, розтопивши «олово» в ковші на плиті й швидко кидаючи його у відро з холодною водою. Практика відома як uudenvuodentina. Спеціально для цього в магазинах продаються ковші та маленькі злитки у формі підкови. Форми часто інтерпретуються не тільки буквально, але й символічно: пухирчаста поверхня — до грошей, крихка або ламана форма — до нещастя. Кораблі — до подорожей, ключі — до кар'єрного росту, кошик — до гарного грибного року, а кінь — до нового автомобіля.
Спочатку виготовлені зі свинцю та олова, з 2018 року злитки в основному виготовляються з олова, що не містить свинцю, після того, як Tukes (Агентство безпеки та хімікатів) заборонило використання свинцю в «uudenvuodentina».
Найбільший у світі uudenvuodentina, 41 кілограм (90 фунт), було відлито членами волонтерської пожежної частини Valko у Ловіїсі, Фінляндія, у Новий рік 2010.

## Німеччина, Австрія та Швейцарія

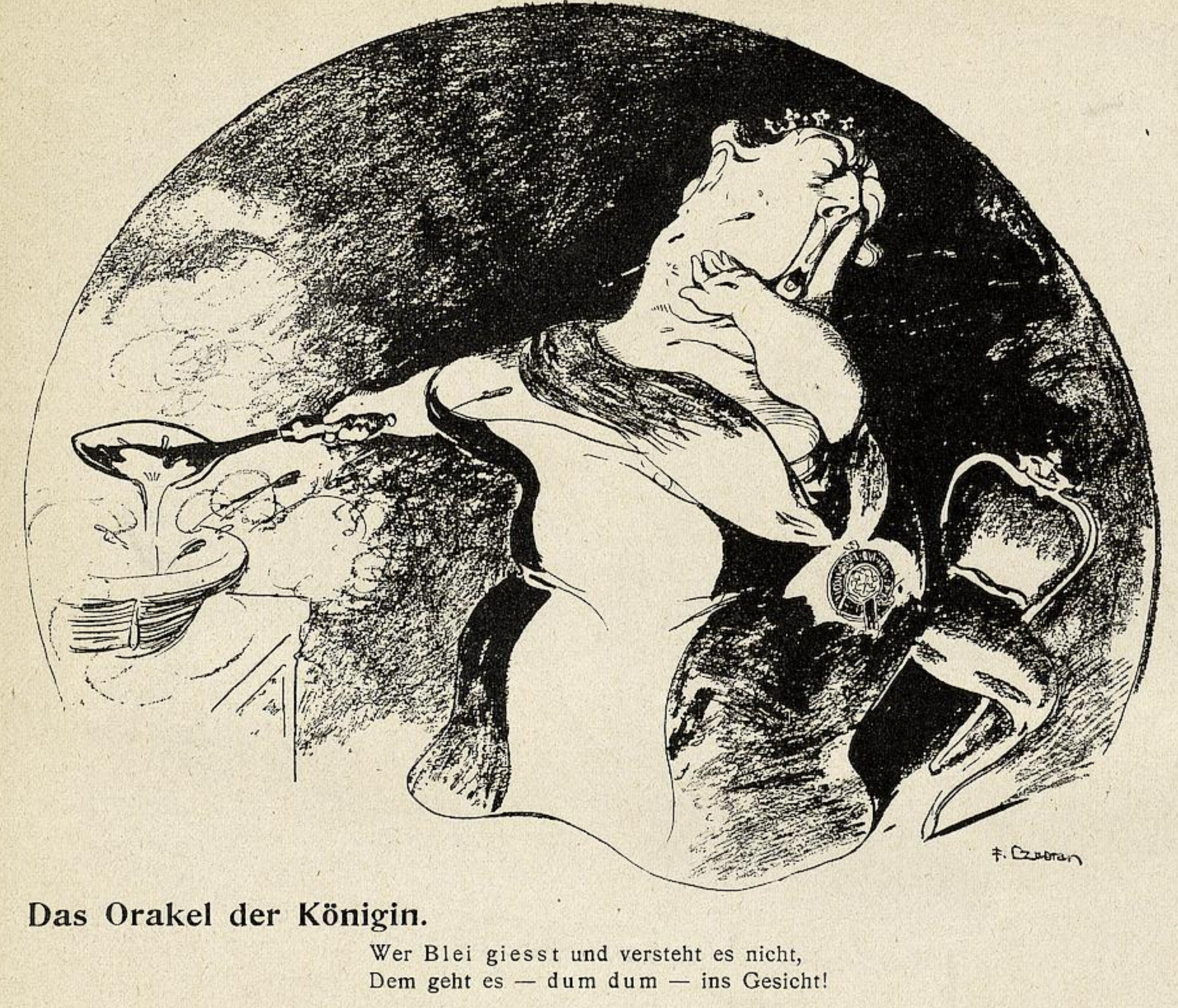
Карикатура із зображенням Bleigießen (1900)

Bleigießen (буквально «виливання свинцю») — це традиційне дійство, що проводиться на Новий рік з метою передбачення долі на наступний рік. Різні фігури, що утворюються в результаті, ідентифікуються на основі їх схожості з будь-якими різними предметами, тваринами та структурами, кожна з яких має власну інтерпретацію. Регламенти ЄС, прийняті у 2018 році, обмежують продаж токсичних свинцевих продуктів, включаючи набори для визначення молібдену. Альтернативи передбачають капання розплавленого воску або олова замість свинцю у воду. У Чехії молібденування є однією з традиційних різдвяних традицій.

## Туреччина
Традиція молібдоманства називається kurşun dökme турецькою мовою (буквально «лиття свинцю»), що має допомагати при різних духовних проблемах, передбачати майбутнє тощо. Ритуали різні, але вони включають вливання розплавленого свинцю у воду. Дослідники з Університету Анкари провели дослідження впливу цієї традиції на здоров'я жінок. Вони повідомили про ризики отруєння сурмою та свинцем.
Подібна традиційна практика застосовується в Боснії та Герцеговині.

## Єврейська народна медицина
У народній медицині на їдиш сегула Блей-гісна (їд. בּליי־גיסן) полягає в тому, що знахарка читає псалом або заклинання, а потім кидає розплавлений свинець у посудину, наповнену водою. Використовується для ворожіння або відведення пристріту. Традиційно до нього вдавалися у випадках, коли хвороба вагітних жінок або дітей пов'язана з переляком, щоб з'ясувати, який об'єкт був причиною тривоги; за схожістю форми, яку прийняв метал, з певною твариною знахарка ворожить, що причиною переляку була кішка, собака, кінь тощо.